# Wii웨어

Wii웨어(WiiWare)는 Wii 사용자들이 닌텐도가 개발한 Wii 비디오 게임 콘솔용으로 설계되고 개발된 게임들과 애플리케이션들을 다운로드할 수 있게 한 서비스였다. 해당 게임들과 애플리케이션들은 Wii웨어 섹션의 Wii 숍 채널을 통해서만 구매 및 다운로드가 가능했다. 사용자가 게임이나 애플리케이션을 다운로드하면 Wii 메뉴 또는 SD 카드 메뉴에 새로운 채널로 나타난다.
2017년 9월 29일, Wii 숍 채널이 2019년 1월 30일 폐쇄될 예정이라고 발표되었다.